# Viera Podhányiová
Viera Podhanyiová, provdaná Jakabová (* 19. září 1960 Zlaté Moravce, Československo), je slovenská pozemní hokejistka, hrající na brankářském postu. Hráčka Calexu Zlaté Moravce, československá reprezentantka, držitelka stříbrné medaile z olympiády v Moskvě z roku 1980.